# Коли ми вдома
«Коли ми вдома» — комедійний телесеріал українського виробництва, знятий студіями «Vavёrka Production» і «Starlight Films» на замовлення телеканалу «СТБ». В серіалі показано еволюцію стосунків сімейних пар. З 2014 по 2017 телесеріал існував у форматі скетчкому, з 2017 — у форматі повноцінного телесеріалу. В Росії показано на телеканалі «Че», а також у Німеччині на каналі «Новый мир». Повторні покази транслюються на каналах СТБ, ОЦЕ ТБ та Super+.
1-4 сезони серіалу були російськомовними. 5 сезон був першим україномовним сезоном для серіалу.

## У ролях
- Паша — Костянтин Войтенко
- Катя — Альона Алимова
- Тарас — Андрій Пономаренко
- Оксана — Ірина Андреєва
- Наталя Богданівна — Тетяна Зіновенко
- Андрій — Олексій Тритенко
- Марина — Катерина Колісник
- Олег — Кирило Бін
- Настя — Катерина Кістень
- Григорій — Станіслав Боклан
- Надія — Тетяна Шеліга
- Славік — Георгій Лещенко
- Павло Зібров (камео) — Павло Зібров
- Леонардо — пес Такі
- Дмитро — Пилип Козлов
- Тато Каті — Олексій Смолка
- Мама Каті — Леся Власова
- Вікторія — Таїсія Хвостова

## Історії пар
Паша і Катя — молода пара, яка щойно розпочала жити разом. Паша — мікробіолог, молодий та перспективний вчений, обожнює свою дівчину та вважає, що йому дуже пощастило, адже вона звернула на нього увагу. Катя — фахівець із манікюру, що в захопленні від ерудиції свого коханого. В їх парі вона наставниця та ділиться мудрістю стосунків з Павлом.
Тарас і Оксана — шанують українські традиції та звичаї, мріють про дитину, але через спільне проживання зі свекрухою, яка не полишає молодих, практично не бувають наодинці. Оксана працює диктором на приміському залізничному вокзалі, а її чоловік — продавцем-консультантом у магазині електроніки. Вони змушені підкорятись волі свекрухи.
Андрій і Марина — сімейна пара, будні якої суцільно присвячені піклуванню про немовля. Після народження дитини, Марині, дуже відповідальній та педантичній вчительці молодших класів, доводиться наглядати вже за двома дітьми, оскільки її чоловік Андрій (дільничний міліціонер), як дитина, постійно потрапляє в безглузді побутові ситуації через надмірну цікавість і простодушність.
Олег і Настя — у шлюбі вже 20 років, але їх пристрасні стосунки не втратили запалу. Настя — сімейний психолог, але не може дати ради проблемам власного шлюбу. Вона постійно думає про вірність коханого, укріплення взаємин і збереження власної краси. Утім, підозри Насті небезпідставні: її чоловік (жіночий тренер з баскетболу) — бабій, постійно ухиляється від домашніх справ, лінивий та не завжди до кінця чесний з дружиною.
Григорій і Надія — приклад неспокійної старості ветеранів сімейного фронту. За 40 років шлюбу вони швидко розпізнають хитрощі одне одного, але все одно дозволяють їм траплятися. Надія в минулому — медсестра, а Григорій — прапорщик у відставці. Вони обожнюють свою доньку та онуків, відверто сумують за ними, і з нетерпінням чекають новин від них.

## Перехід від скетчкому до повноцінного серіалу
Канал СТБ 2017 року зняв продовження серіалу. Було змінено формат фільму, додані локації. Скетчком перетворився на серіал. Прем'єра нового сезону «Коли ми вдома» відбулася восени 2017 року. У новому сезоні головні актори залишаються незмінними.